# Mort creuada
En la política de l'Equador, la mort creuada (en castellà muerte cruzada) és un mecanisme que regeix el procés de destitució del president de la república i la dissolució de l'Assemblea Nacional. El mecanisme està especificat en els articles 130 i 148 de la Constitució de 2008.
L'article 148 atorga al president el poder de dissoldre l'Assemblea Nacional, però només al preu de donar a l'electorat l'oportunitat de destituir-lo mitjançant eleccions. El mecanisme requereix que se celebrin eleccions extraordinàries després de la dissolució, en les quals s'escull un nou president i vicepresident i una nova Assemblea Nacional. Els candidats electes, tant per al poder executiu com per al legislatiu, compleixen la resta del mandat presidencial i legislatiu de la legislatura actual. Després, en finalitzar la legislatura, es celebren eleccions ordinàries per a un període complet de quatre anys, d'acord amb el calendari electoral normal.
L'article 130, per la seva banda, estableix una situació similar en el cas d'un judici polític reeixit contra el president: un president en funcions pot ser destituït del càrrec per dos terços dels membres de l'Assemblea Nacional (92 vots de 137), però si és destituït d'aquesta manera cal fer noves eleccions per triar un nou president i una nova Assemblea Nacional per complir la resta del mandat actual.
Així, l'aspecte de «mort creuada» de les disposicions sorgeix d'un element clau: «en dissoldre una branca del govern, l'altra branca ofereix la seva pròpia continuïtat en el càrrec perquè l'electorat decideixi sobre ella: en altres paraules, les eleccions es convoquen respecte tant del poder públic destituït com del poder que va sol·licitar la destitució».
La disposició de mort creuada es va introduir com un mitjà per a evitar els períodes prolongats de paràlisi política que havien caracteritzat a l'Equador sota constitucions anteriors. S'ha anomenat tant una «opció nuclear» com un plebiscit sobre el mandat del president. Una sentència de setembre de 2010 de la Cort Constitucional el va descriure com «una eina de control i equilibri que busca equilibrar una branca del govern contra una altra».

## Activació l'any 2023
La mort creuada va ser activada per primera vegada el 17 de maig de 2023 pel president Guillermo Lasso després que l'Assemblea Nacional liderada per l'oposició iniciés un procés de destitució en contra seva per càrrecs de presumpte malversació. En el decret que anuncia la mesura, Lasso va dir que la seva decisió havia estat motivada per l'existència d'una «greu crisi política i convulsió interna».
Com a resultat, es van celebrar eleccions presidencials i legislatives extraordinàries l'agost de 2023, abans de la data prevista en 2025, i es van anul·lar els procediments del procés de destitució. Tant Lasso com els membres titulars de l'Assemblea Nacional eren habilitats per a ser electes de nou i completar el període constitucional; no obstant això, el 18 de maig Lasso va anunciar que no es presentaria per a les eleccions.